# John Adams Gilmer

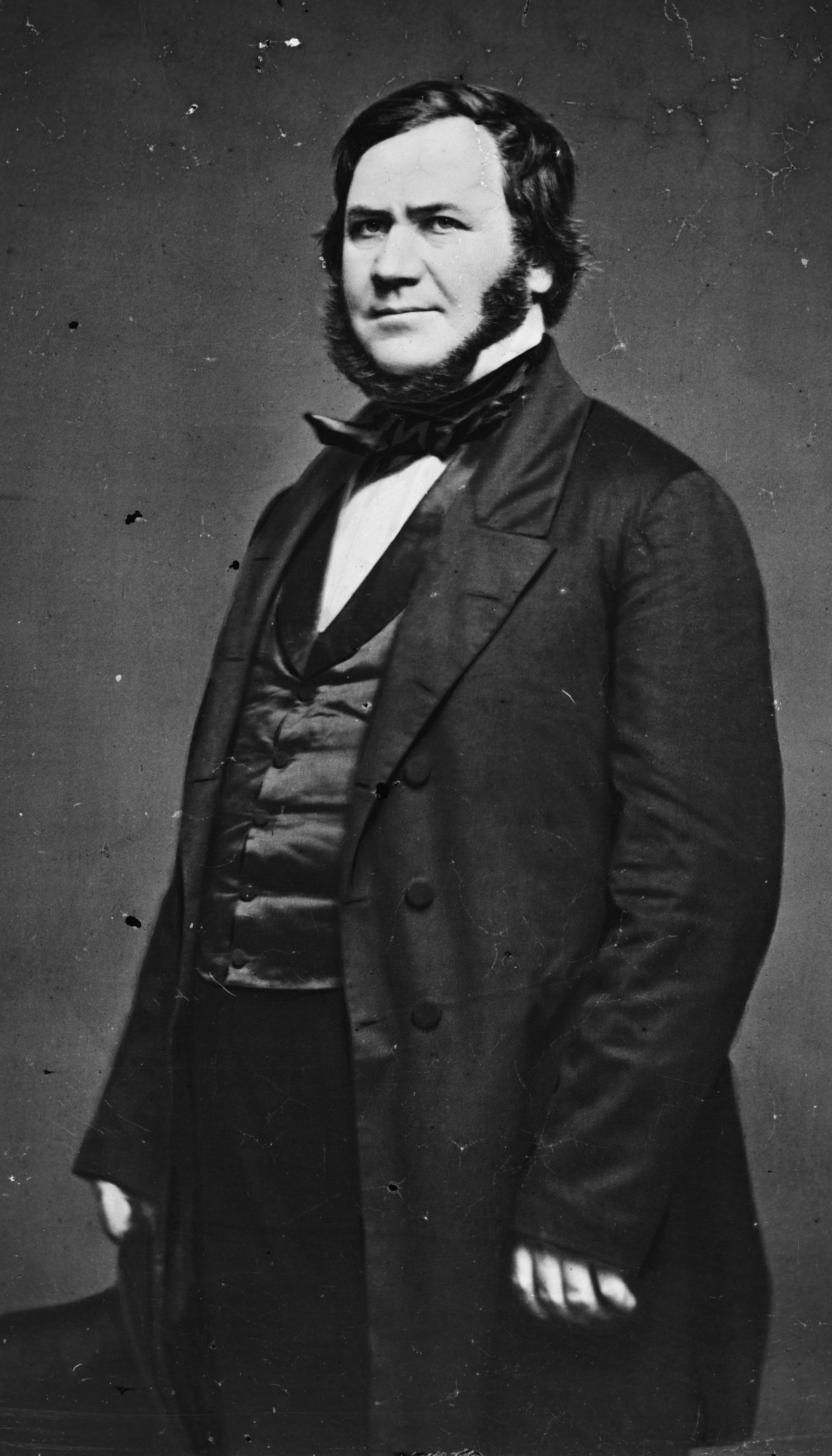
John Adams Gilmer

John Adams Gilmer (* 4. November 1805 bei Greensboro, North Carolina; † 4. Mai 1868 in Greensboro) war ein US-amerikanischer Politiker, der den Bundesstaat North Carolina im US-Repräsentantenhaus und im Konföderiertenkongress vertrat.
John Adams Gilmer besuchte die öffentlichen Schulen und eine Privatschule in seinem Heimatort Greensboro. Danach arbeitete er zunächst als Lehrer, bevor er die Rechtswissenschaften studierte, 1832 in die Anwaltskammer aufgenommen wurde und als Jurist in Greensboro zu praktizieren begann. Später wurde er Staatsanwalt im Guilford County.
Politisch betätigte sich Gilmer ab 1846 als Mitglied des Senats von North Carolina, dem er bis 1856 angehörte. In diesem Jahr war er der Kandidat der in Auflösung befindlichen Whigs für das Amt des Gouverneurs von North Carolina; er unterlag aber dem demokratischen Amtsinhaber Thomas Bragg. Danach trat er zur American Party über, für die er ins Repräsentantenhaus in Washington gewählt wurde; bei der erfolgreichen Wiederwahl zwei Jahre später kandidierte er für die Opposition Party. Während seiner vierjährigen Amtszeit war er unter anderem Vorsitzender des Wahlausschusses (Committee on Elections).
Nach Ausbruch des Bürgerkrieges, in dem Gilmers Bruder Jeremy als Generalmajor der Konföderiertenarmee diente, blieb er politisch tätig und gehörte von 1864 bis 1865 dem Repräsentantenhaus des zweiten Konföderiertenkongresses an. 1866 war er Delegierter zur National Union Convention in Philadelphia; dort schlug der Versuch fehl, eine neue Partei zur Unterstützung der Politik von Präsident Andrew Johnson zu gründen. Zwei Jahre später starb John Adams Gilmer in Greensboro.